# Oudoleň
Oudoleň település Csehországban, a Havlíčkův Brod-i járásban. Oudoleň Slavětín, Jitkov, Česká Bělá, Chotěboř és Havlíčkova Borová településekkel határos. Lakosainak száma 378 fő (2024. január 1.).

## Népesség
A település lakosságának változását az alábbi diagram mutatja:
| Lakosok száma | 839  | 787  | 674  | 493  | 425  | 349  | 373  | 380  | 368  | 378  |
|               | 1869 | 1890 | 1921 | 1950 | 1980 | 2001 | 2017 | 2019 | 2022 | 2024 |